# Villanueva del Fresno (kommun)
Villanueva del Fresno är en kommun i Spanien.   Den ligger i provinsen Provincia de Badajoz och regionen Extremadura, i den sydvästra delen av landet, 400 km sydväst om huvudstaden Madrid. Antalet invånare är 3 617.